# Nindzsucu

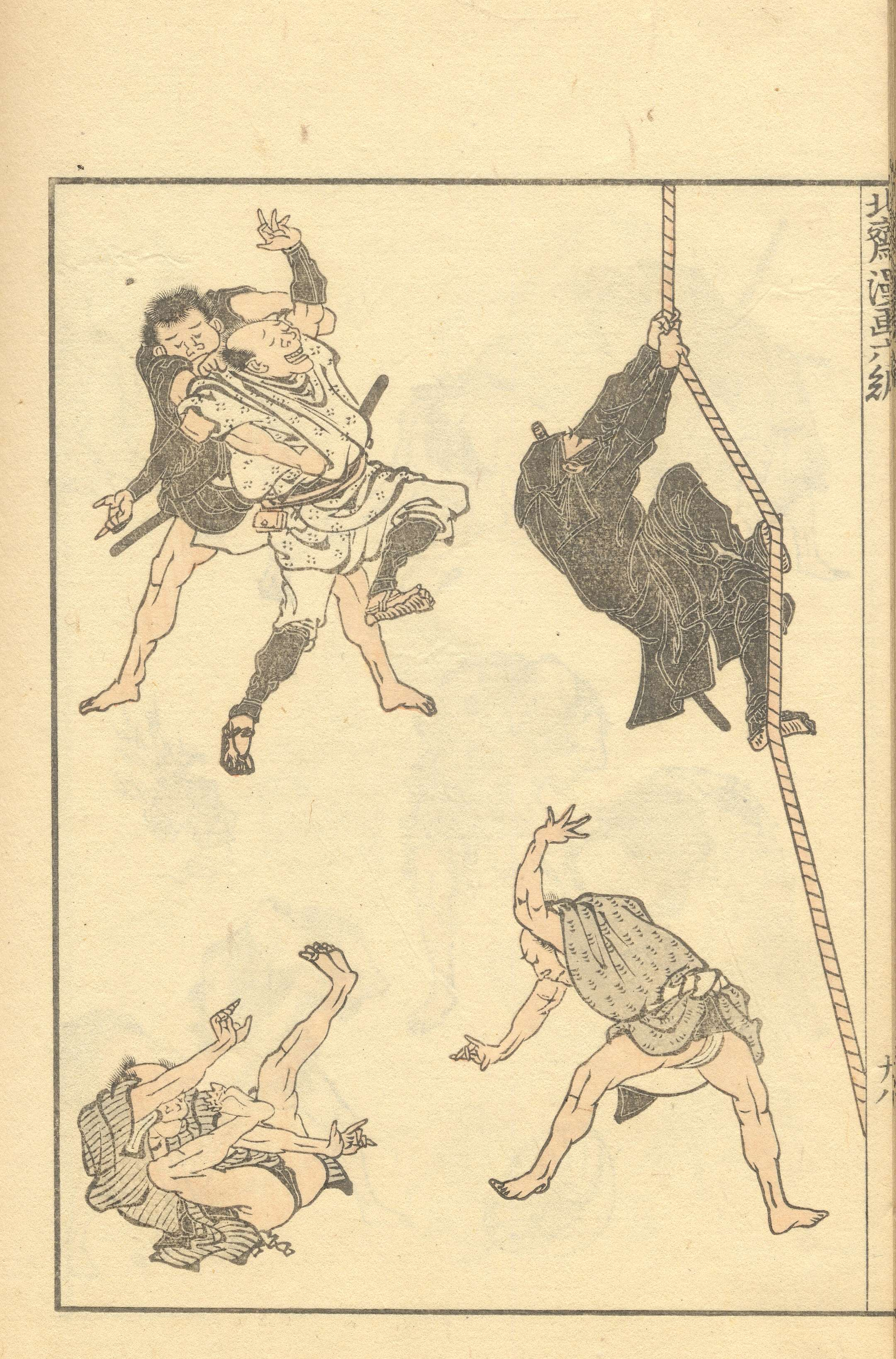
Hokuszai: Nindzsák

A ninjutsu más néven ninpó, sinobidzsucu, taidzsucu – a nindzsák harcművészete.

## A szó jelentése
A „nin” szó türelmet, kitartást, de lopakodást és rejtőzködést (japánul „sinobi”) is jelent. A „dzsucu” technikát, eljárásmódot, művészetet, a „tai” testet jelent.

## Eredete
A nindzsucu története legalább másfél ezer évre tekint vissza. Nindzsákról először egy a 700-as évekből fennmaradt írásban olvashatunk, azonban az itt említett nindzsák már előtte is léteztek. Őseik főleg jamabusik (jama=hegy, busi=harcos, a hegyekben élő harcos szerzetesek), busik (busi, harcos, ők is elvonult emberek, de találkozni velük a „hivatásos” feudális hadseregben is) és kínai bevándorló tudósok, papok, harcosok. A nindzsák magukat a tenguktól származtatták. Ezek az erdőben élő mitikus madárszerű élőlények, akik a harc – különösen a kardforgatás – mesterei.
Bár elzárt közösségekben éltek, szabadságukat és önállóságukat tartották a legfontosabbnak és ezért bármilyen eszközt igénybe is vettek. Míg Japánra általában egyre jellemzőbb lett a tradíciókhoz való kötődés és így minden idegen dolgot (akár jó, akár rossz, akár hatásos, akár hatástalan) elutasítottak, addig a nindzsák mindent elfogadtak, ami számukra hasznos volt. Így szivárgott be közéjük a buddhizmus, de így jutott el hozzájuk a lőporkészítés is. Mivel sokszor kerültek két földesúr hatalmi törekvései közé, ezért nem egyszer megegyeztek az egyikkel, hogy kikémlelik, szabotálják vagy akár meg is ölik a riválisát, ha őket békén hagyja. Így kezdődtek a bérgyilkosságok és egyéb akciók sorozatai, melyek által speciális technikáknak és képességeknek váltak a mestereivé. Mindezeket két dolog is segítette: az egyik, hogy nem kötötte őket a busidó, a szamurájok harci etikai kódexe, így bármilyen eszközt bevethettek, ami a cél elérését szolgálta, másrészt gondosan ügyeltek arra hogy színpadiasságukkal elhitessék hogy ember feletti képességekkel bírnak (legjellemzőbb a füstben eltűnés és az emberfeletti méretű ugrás).
Munkásságuk és igyekezetük eredménye hamar kézzelfoghatóvá vált. A nindzsákról mendemondák kezdtek terjedni, hogy repülni tudnak, el tudnak tűnni és újra felbukkanni egy teljesen más helyen, a pillanat töredéke alatt. Bár a rengeteg edzés és gyakorlás rendkívül ügyessé tette a nindzsákat, az előzőekből semmi nem volt igaz. Egyszerűen gondosan megtervezett akciókról volt szó, melyben kötelekkel, dobbantókkal, füsttel és egyéb segédeszközök és anyagok felhasználásával megtévesztették az embereket. Az idő múlásával egyre inkább féltek tőlük, de még a szamurájok is elbizonytalanodtak, amikor egy nindzsával kellett megküzdeniük. A nindzsák harci képessége nem múlta felül a szamurájokét, ám sokszor elég volt ez az elbizonytalanítás, hogy megfelelő előnyre tegyenek szert.

## Története
Az 1500-as évektől egyre kevésbé tudni nindzsákról, bár felbukkannak történelmi írásokban szinte minden évszázadban. Az 1500-as évek második felében, a Tokugava-sógunátus idején maguk a sógunok, Japán tényleges uralkodói alkalmazták egy jelentős részüket mint testőrt és kémet. Hivatalosan tehát soha nem tűntek el a történelem színpadáról, bár ha úgy nézzük, soha nem is voltak ott (hisz nem ők voltak azok). Manapság a nindzsák harci művészetéről ugyanúgy le kellett fújni a port, mint sok más japán harcművészetről. Az 1900-as évek első felében újra felélednek (az addig is rejtetten létező) harcművész iskolák. Sok szamurájiskola létezett, és ugyanígy sokfajta nindzsaiskola is. Ezeket, akárcsak a többi budó irányzatot, ma is tanítják, bár a túlnyomó részük kihalt az évszázadok folyamán. (Itt érdemes megjegyezni hogy több, nindzsucuból leszármazott modern stílus is létezik, illetve sajnos álstílusok is, amelyeknek a neve azért lett nindzsucu, mert az jól hangzik, a '70-es és '80-as években pedig különösen vonzó volt.)

## Filmek és rajzfilmek
- A nindzsa színre lép (1981)
- Amerikai nindzsa (1985)
- Tini nindzsa teknőcök (1990)
- Naruto (1999)
- Nindzsa (2009)
- Nindzsagyilkos (2009)
- Ninja 2. – A harcos bosszúja (2013)

## Fő ágai és nagymesterei
- Budzsinkan – Hacumi Maszaaki
- Genbukan – Tanemura Sótó (Tanemura Cunehisza)
- Dzsinenkan – Manaka Unszui (Manaka Fumio)

## Galéria

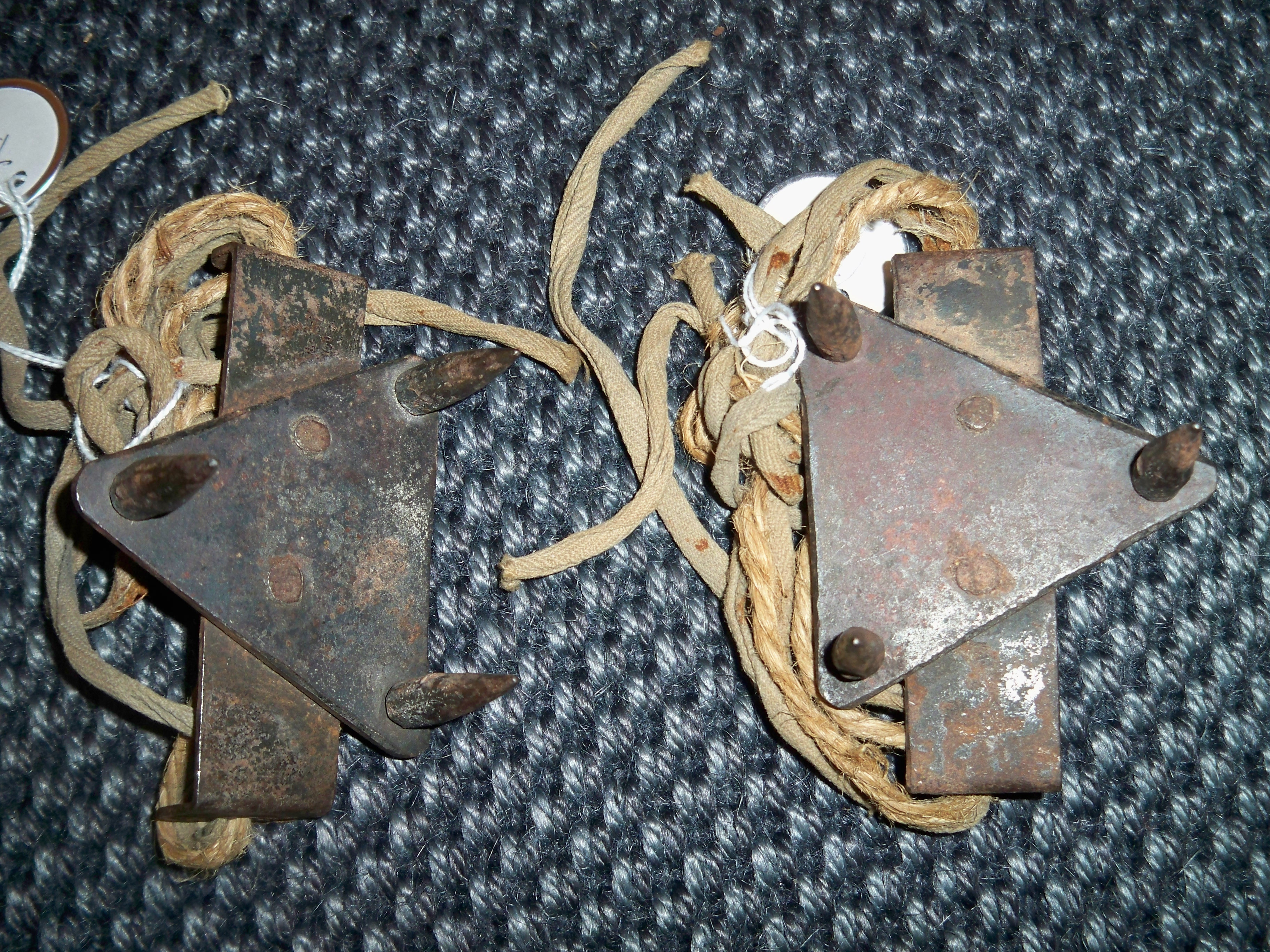
Asiko
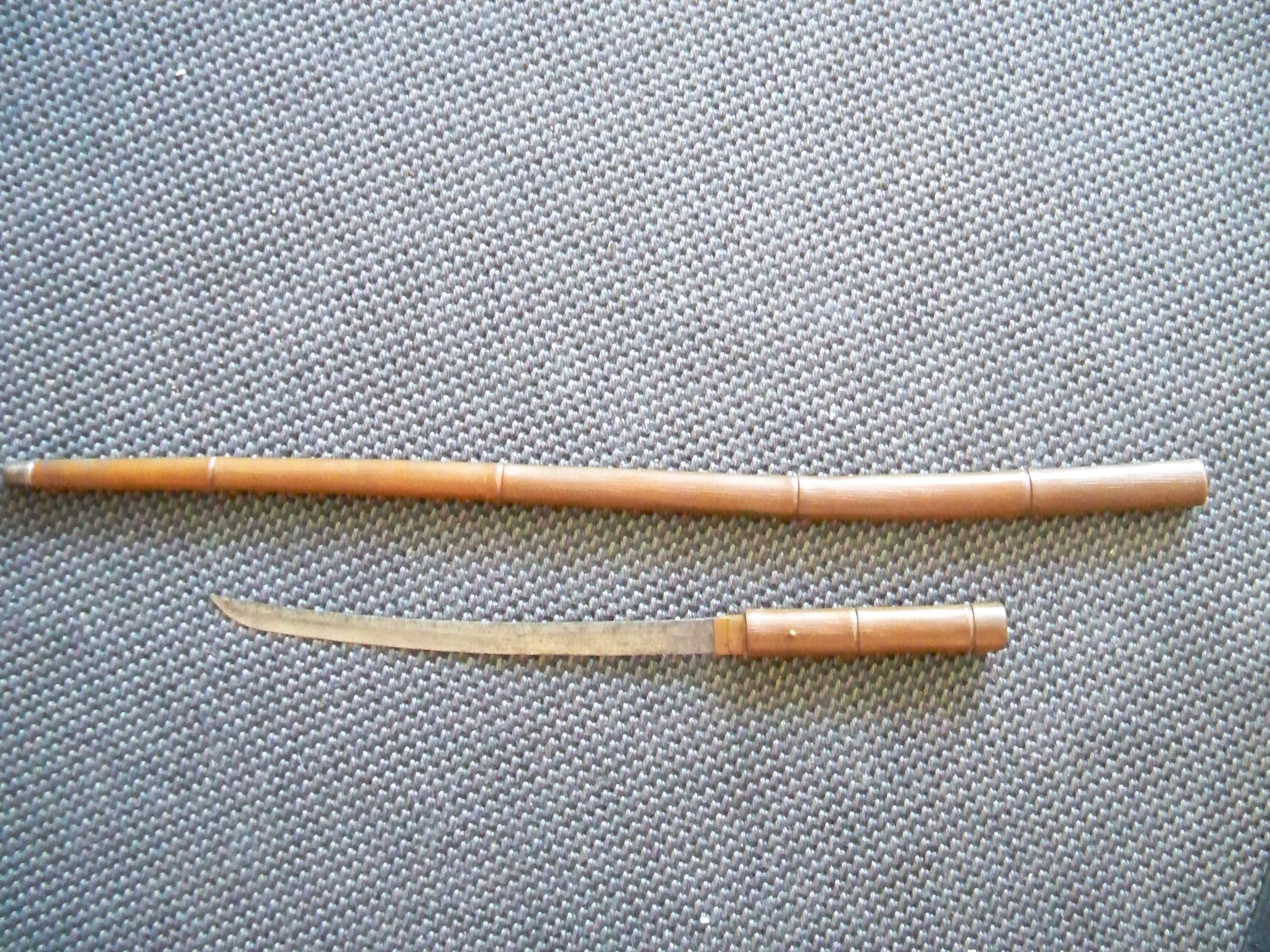
Sikomizue
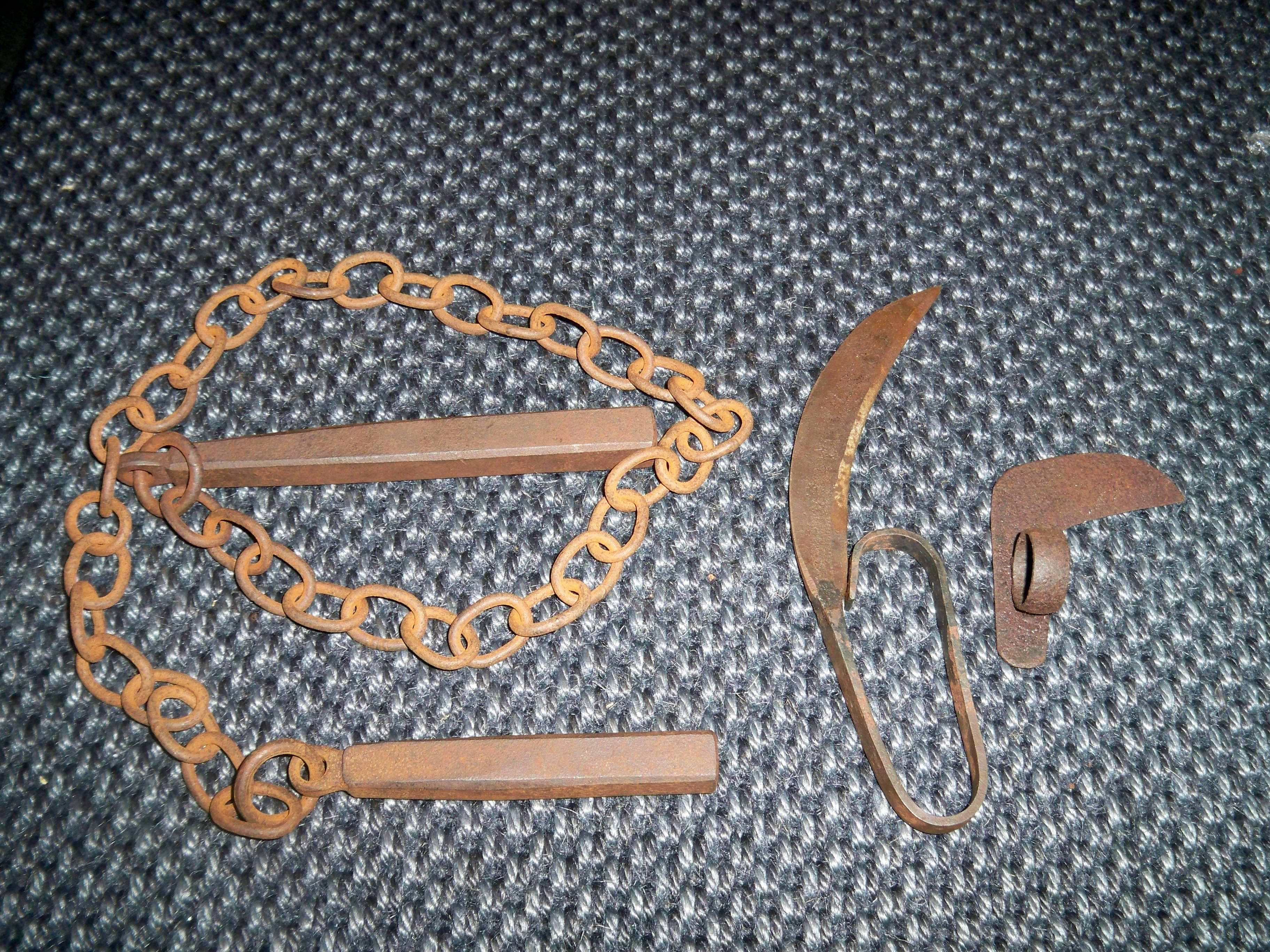
Nindzsafegyverek
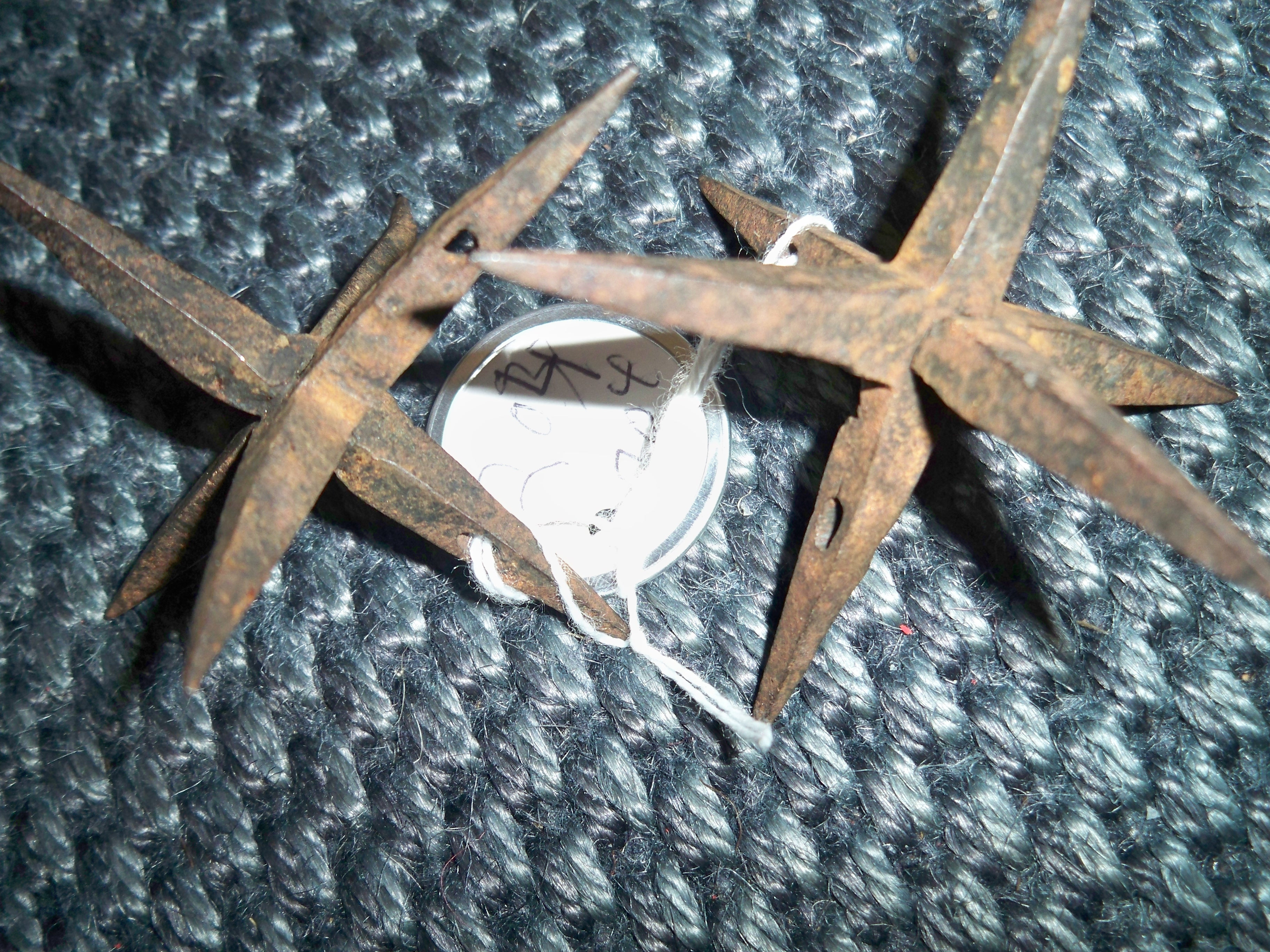
Makibisi
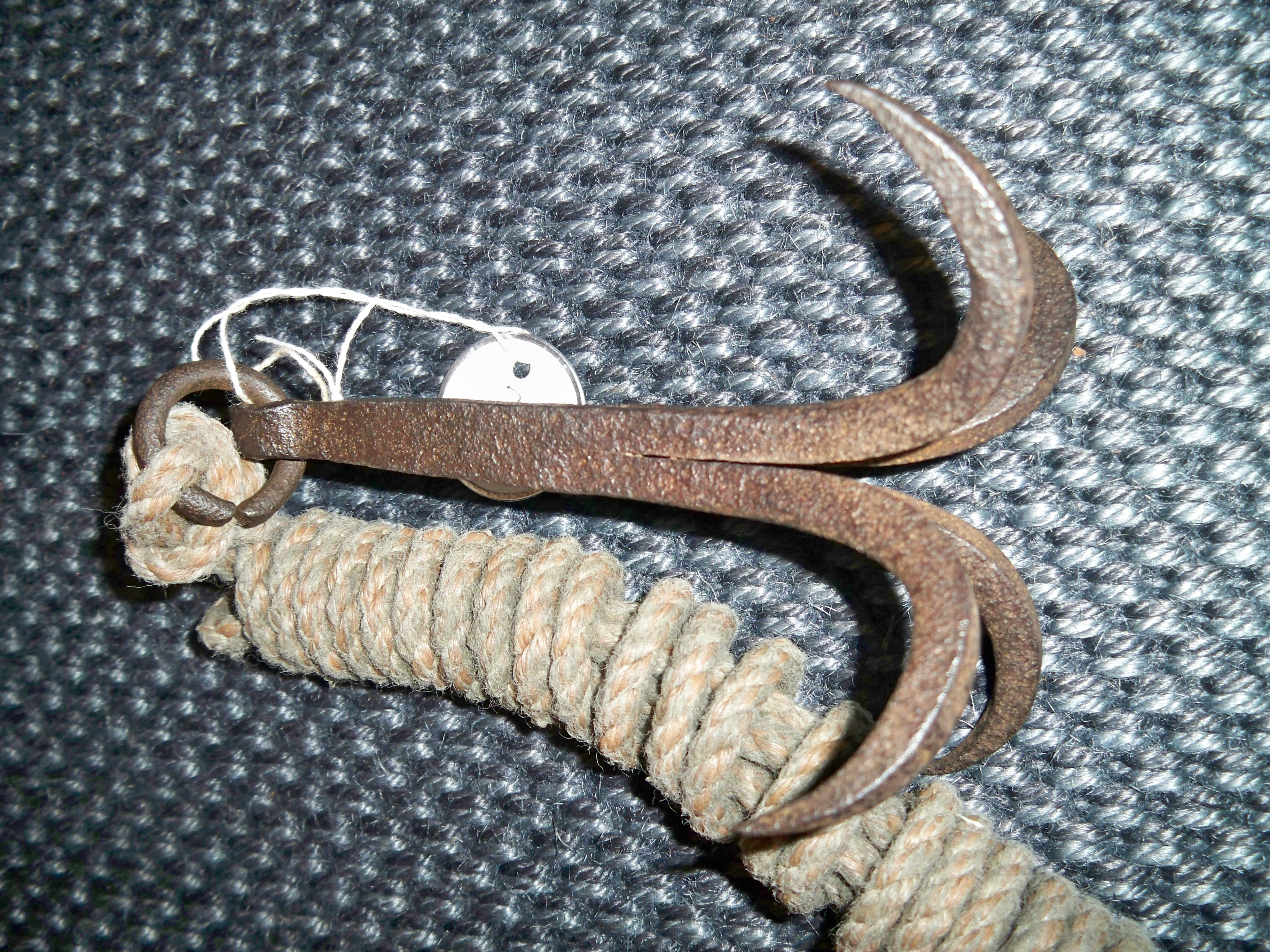
Kaginava
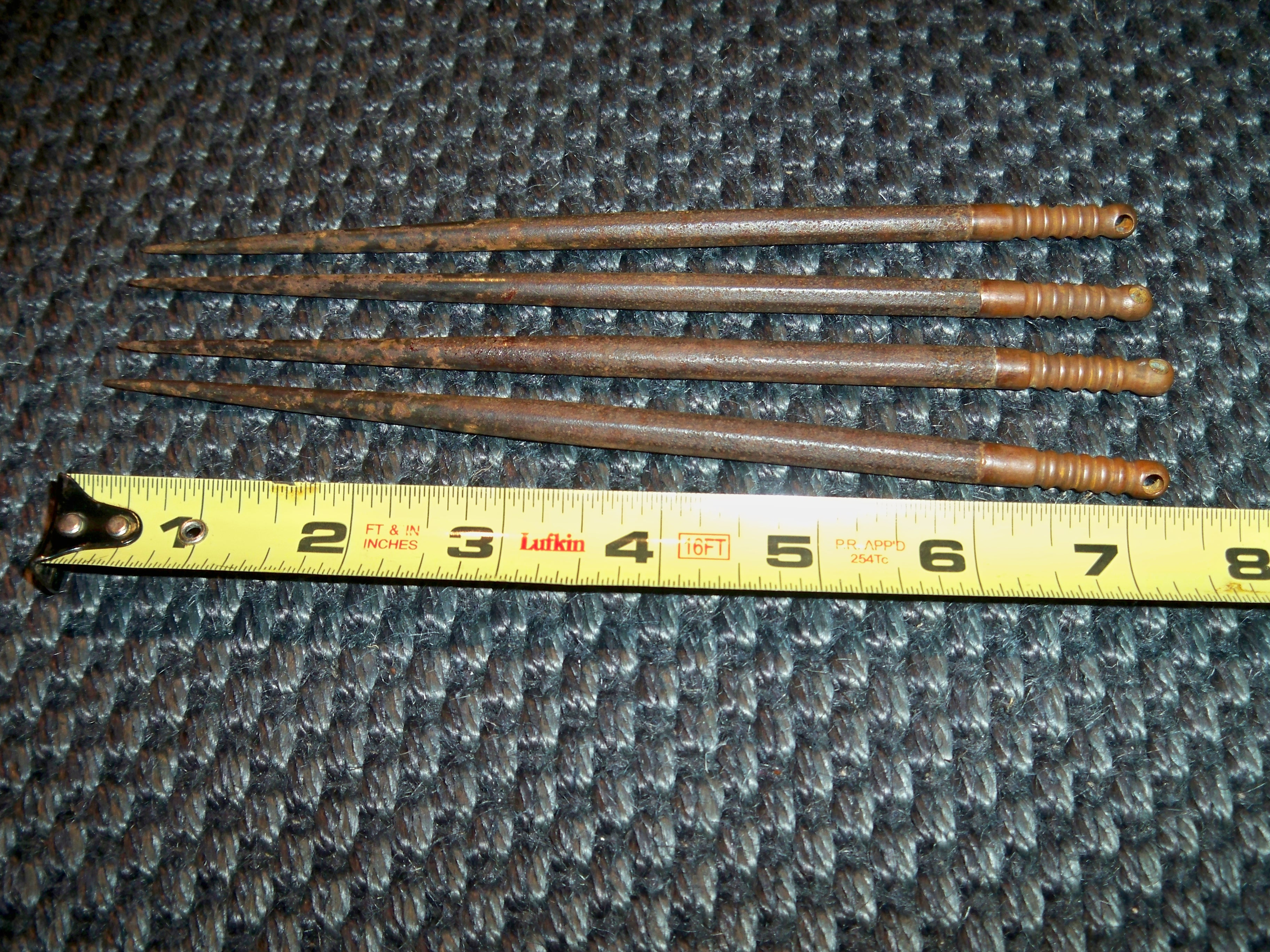
Suriken
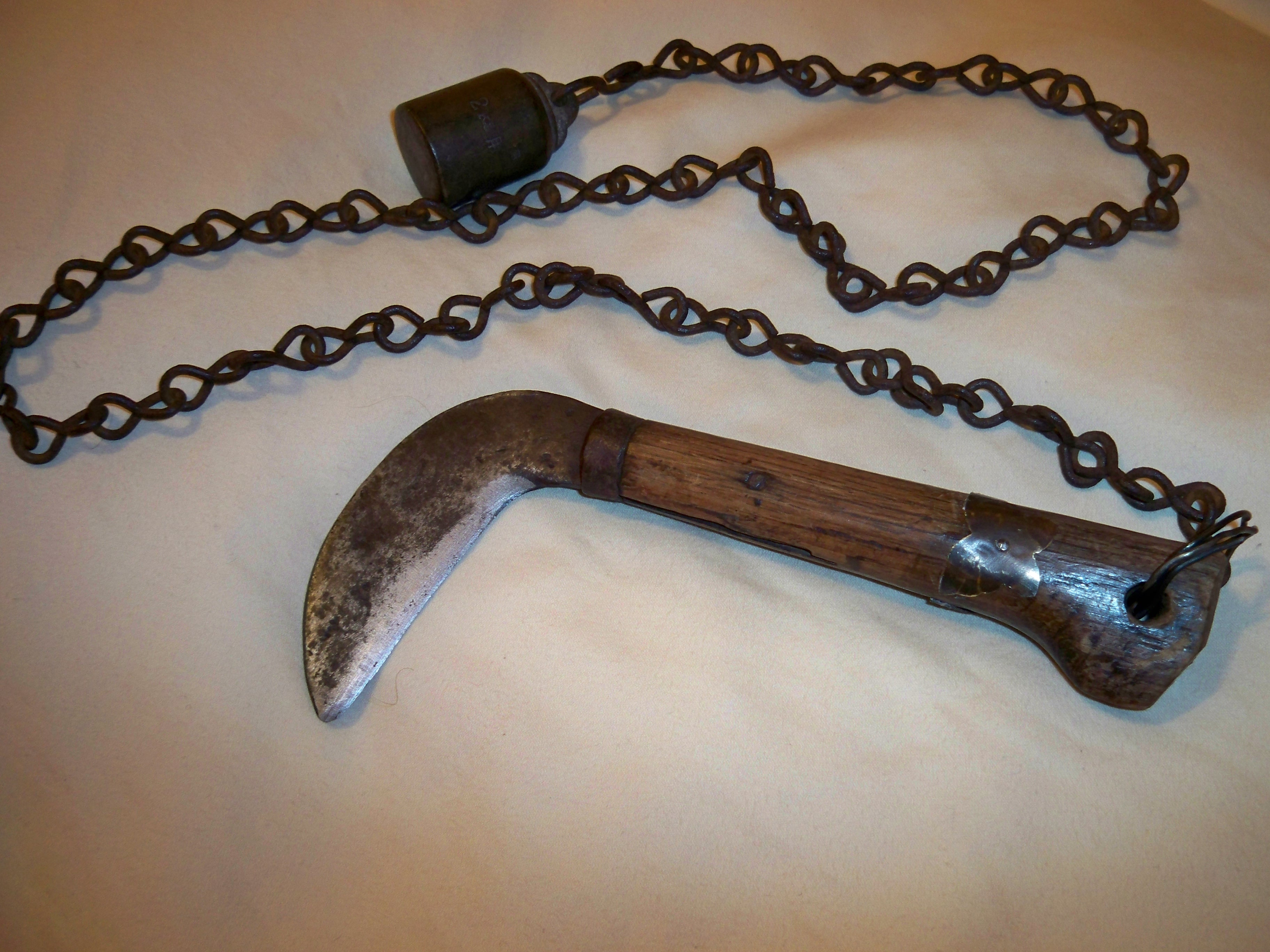
Kuszarigama
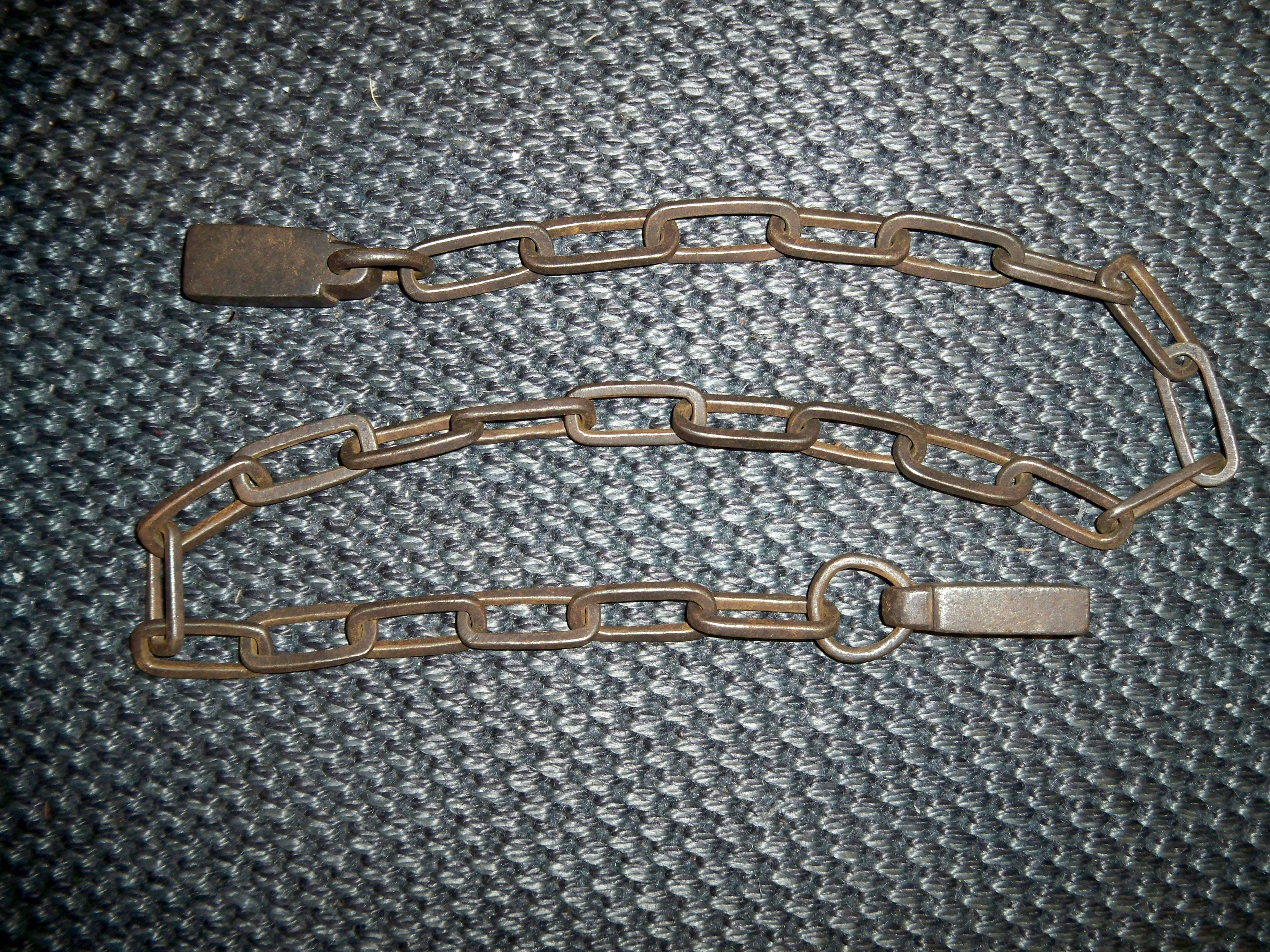
Manriki
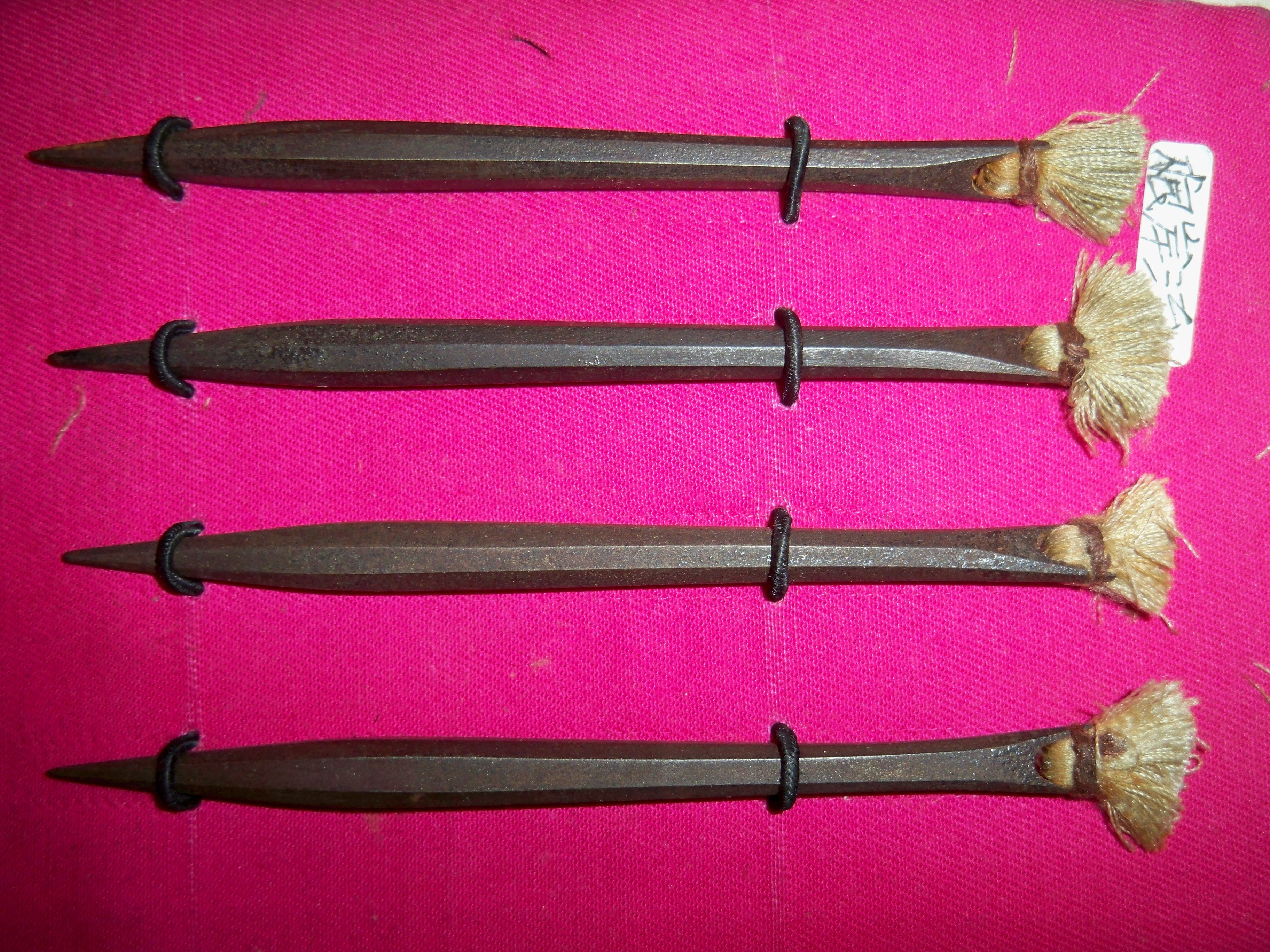
Suriken
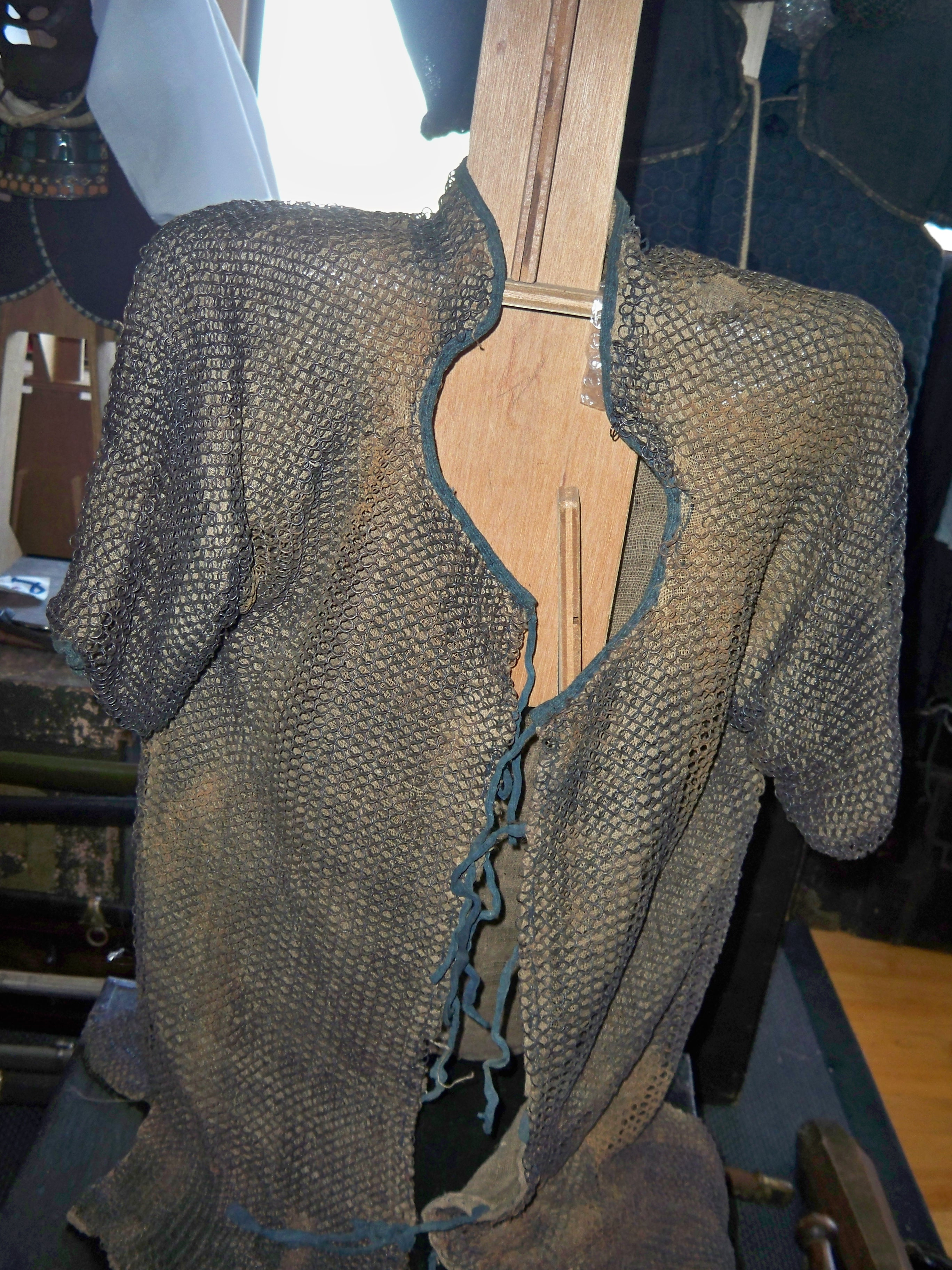
Kuszari katabira
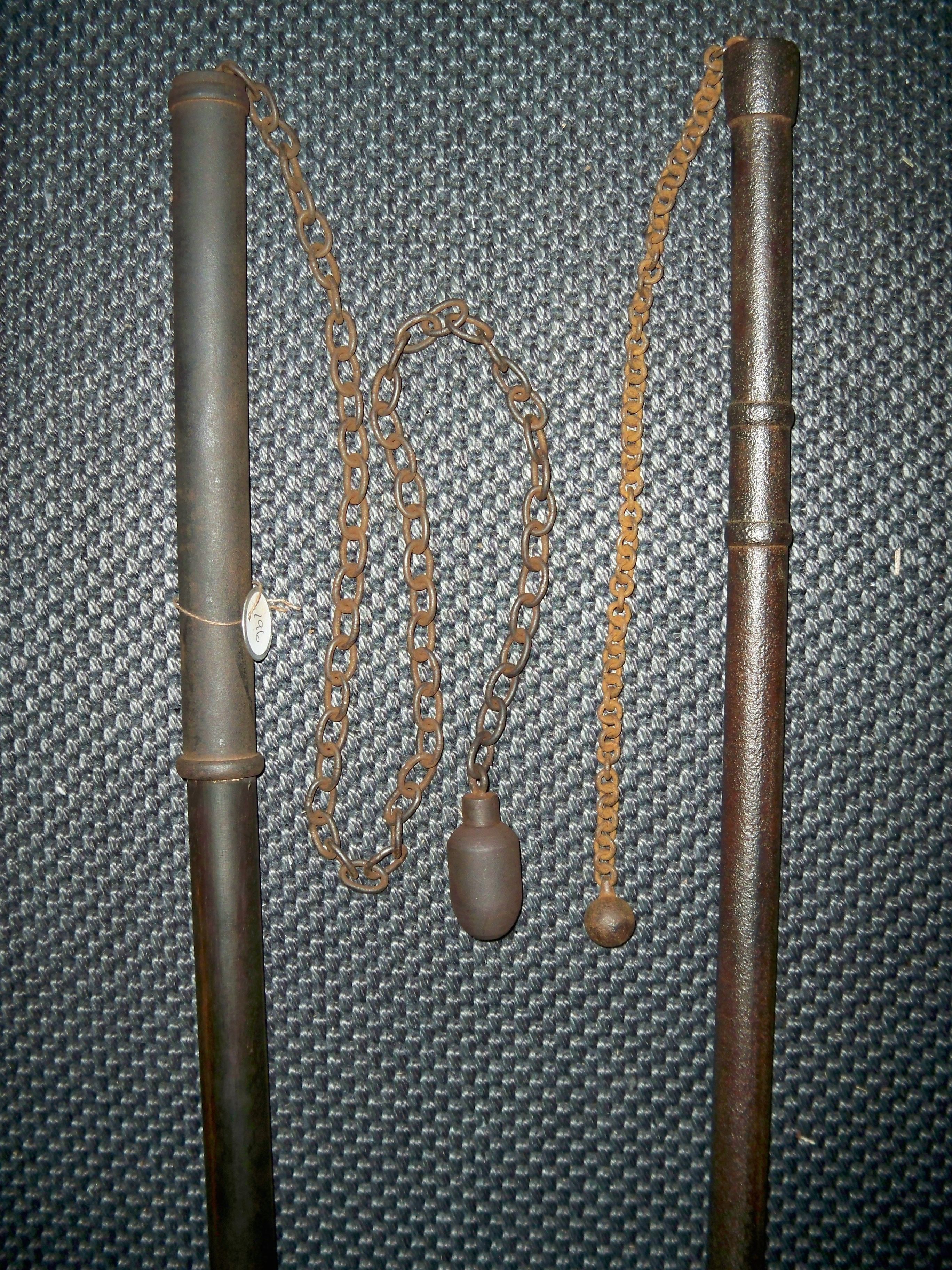
Csigiriki
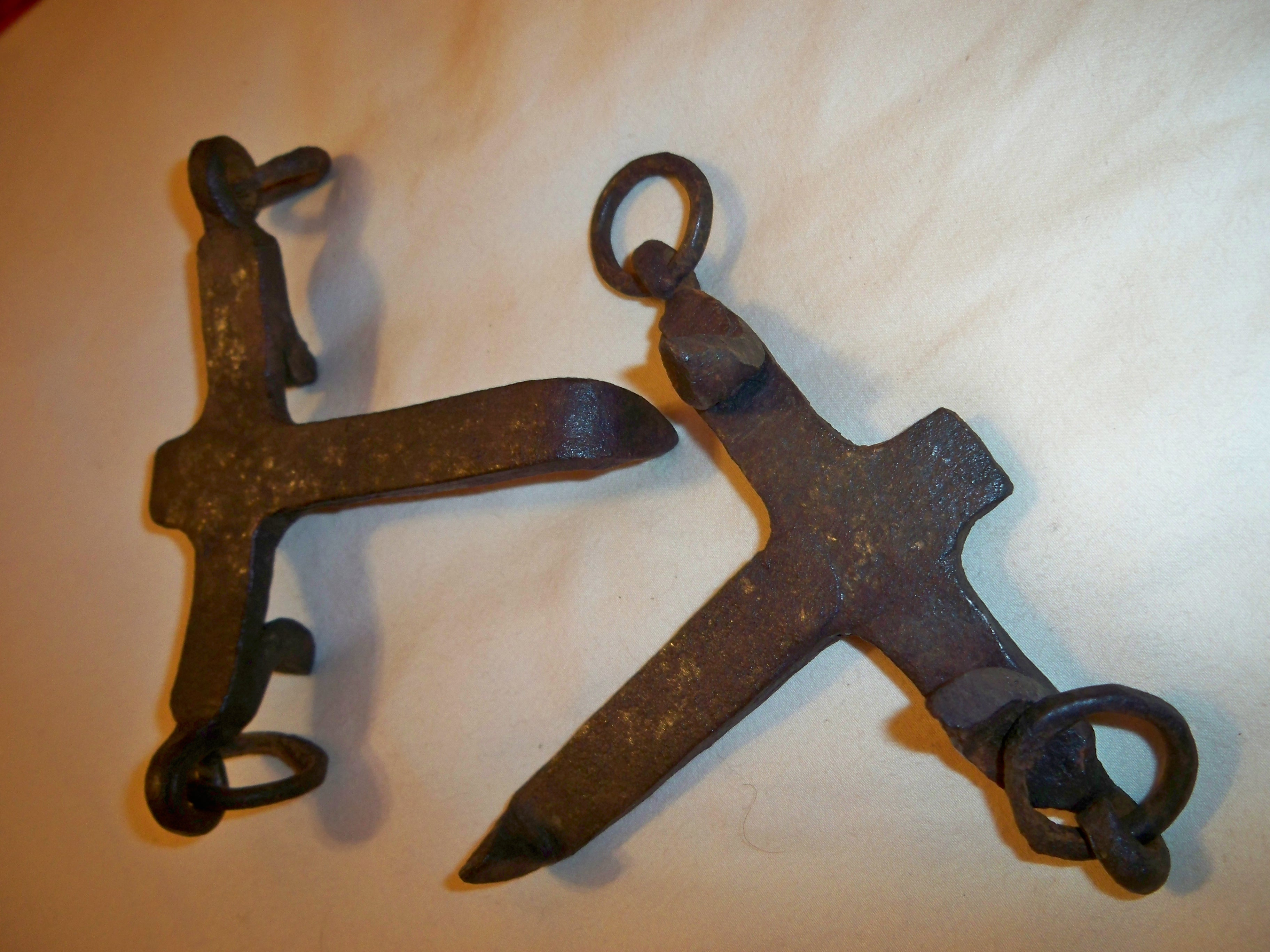
Asiko